# 聖但尼大學站
聖但尼大學站（法語：Saint-Denis - Université）是巴黎地鐵的一條路線。聖但尼大學站位於巴黎郊區的聖但尼，是巴黎地鐵13號線的車站，也是巴黎地鐵最北端的車站。車站名稱來自巴黎第八大學，開通於1998年5月25日。

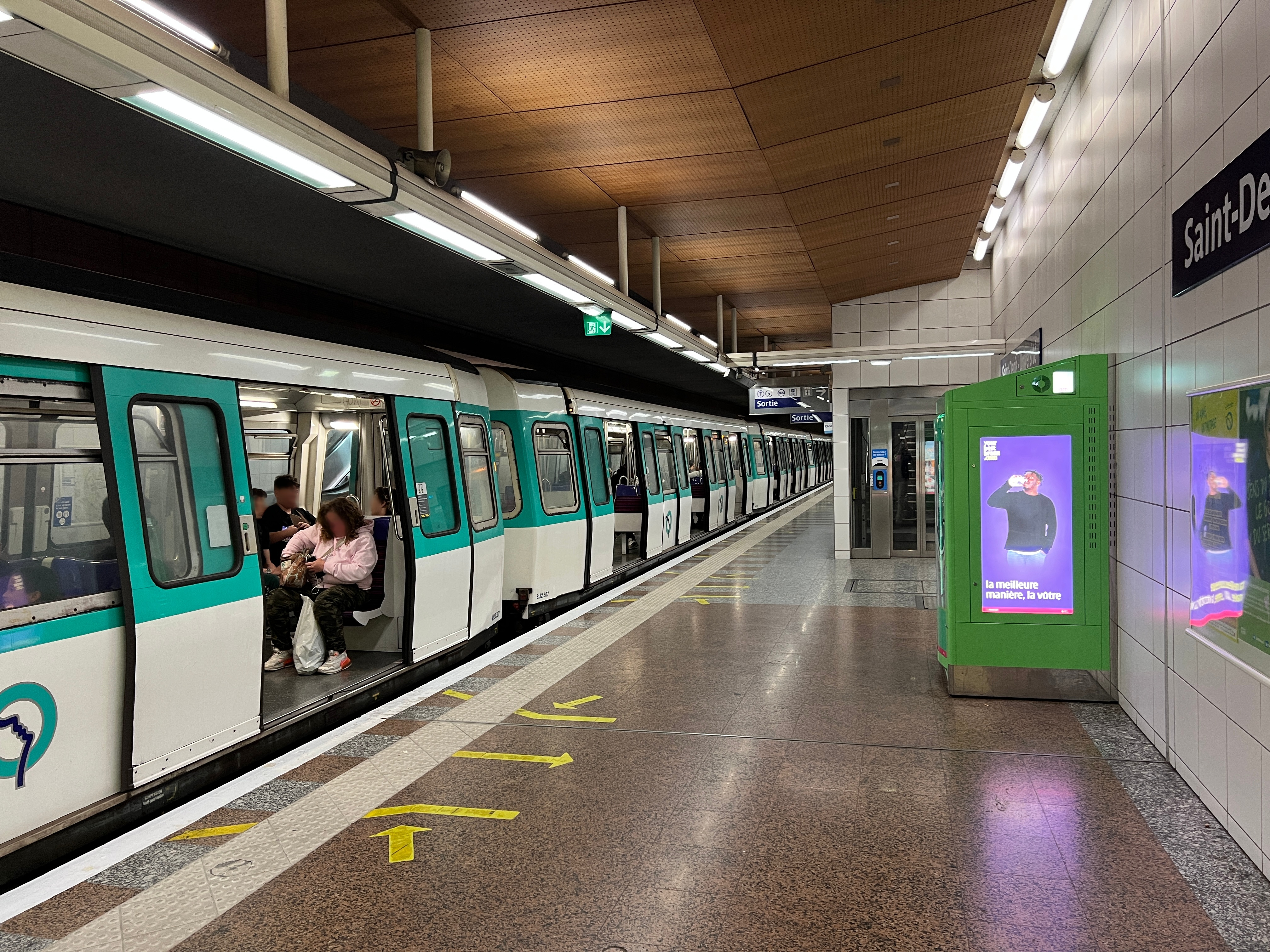
月台（2022年5月）

## 車站構造
| 街道層     |                    |                               |
| B1         | 夾層               |                               |
| 13號線月台 | 側式月台，右側開門 | 側式月台，右側開門            |
| 13號線月台 | 北行               | 只限落客                      |
| 13號線月台 | 南行               | 往沙蒂永-蒙魯日（聖但尼聖殿） |
| 13號線月台 | 側式月台，右側開門 |                               |